# John Arthur (boxe anglaise)
Pour les articles homonymes, voir John Arthur et Arthur.
John Duncan Arthur est un boxeur sud-africain né le 29 août 1929 à Springs et mort le 19 mai 2005 à White River.

## Biographie
Médaillé de bronze olympique des poids lourds aux Jeux de Londres en 1948, il passe professionnel l'année suivante et devient champion d'Afrique du Sud entre 1953 et 1956.